# Пировский округ
Пи́ровский о́круг — административно-территориальная единица (округ), в междуречье рек Кеть и Енисей в северо-западной части Красноярского края России.
В рамках организации местного самоуправления муниципальное образование Пировский муниципальный округ.
Административный центр — село Пировское.

## География
Находится в северо-западной части центрального региона Красноярского края, в 265 километрах к северу от Красноярска и в 110 километрах к югу от Енисейска. До Пировского округа можно доехать по Енисейскому тракту. Ближайшая железнодорожная станция — Пировская — расположена в 18 км от районного центра. Площадь территории — 6242 км².
Сопредельные территории:
- север: Енисейский район
- восток: Казачинский район
- юг: Большемуртинский район
- запад: Бирилюсский район.

Климат резко континентальный. Самый тёплый месяц — июль, со средней температурой +17,8 °С, с абсолютным максимумом +34,6 °С. Самый холодный месяц — январь: средняя температура составляет −20,1 °С, абсолютный минимум −52,5 °С. Ландшафт района представляет собой обширную равнину с долинами рек Кеми, Белой и Большой Кети, покрытыми таёжными хвойными и лиственными лесами. В районе расположен государственный бобровый заказник «Кемский».
Разведаны месторождения торфа, глин и суглинков, материалов и строительных песков, проявления торфа, бурого угля, железа, марганца.

## История
28 декабря 2019 года Пировский муниципальный район был упразднён, а все входившие в его состав сельские поселения объединены в Пировский муниципальный округ, переходный период до 1 января 2021 года. На уровне административно-территориального устройства соответствующий район был преобразован в Пировский округ со 2 августа 2021 года.

## Население
| 2002  | 2009  | 2010  | 2011  | 2012  | 2013  | 2014  | 2015  | 2016  |
| ----- | ----- | ----- | ----- | ----- | ----- | ----- | ----- | ----- |
| 9150  | ↘8147 | ↘7572 | ↘7520 | ↘7362 | ↘7244 | ↘7153 | ↘7104 | ↘7038 |
| 2017  | 2018  | 2019  | 2021  |       |       |       |       |       |
| ↘6952 | ↘6867 | ↘6761 | ↘6094 |       |       |       |       |       |

### Национальный состав
Преобладают русские, значительная часть населения — татары (по переписи 2002 года около 30 %), проживающие в 20 татарских деревнях района.
На территории Пировского округа (до 2021 года района) проживают представители 20 национальностей, более 30 % населения — татары. В районе лишь одна православная Церковь Троицы Живоначальной (в обиходе — Свято-Троицкий храм), построенная в 1909 г. Церковь в 1930-х годах была закрыта, венчания сломаны, перестроена. Служила кочегаркой, клубом, позже брошена. Приход восстановлен в 1996 г., здание частично отремонтировано.
В округе имеется пять мечетей. Старейшая мечеть расположена в деревне Долгово, в одном из этнических поселений татар. В 30-х гг. XX в., в период массовых религиозных гонений, она была закрыта и переоборудована под школу, и лишь в середине 1990-х гг. мечеть вновь стала религиозным центром. В 2012 г. в райцентре построена новая мечеть «Кашифа».

## Населённые пункты
| №  | Населённый пункт | Тип              | Население |
| -- | ---------------- | ---------------- | --------- |
| 1  | Алгайск          | деревня          | 1         |
| 2  | Алтат            | село             | ↘102      |
| 3  | Бельское         | село             | 128       |
| 4  | Большая Кеть     | посёлок          | 40        |
| 5  | Бушуй            | село             | 148       |
| 6  | Волоковое        | деревня          | 91        |
| 7  | Долгово          | деревня          | 124       |
| 8  | Доново           | деревня          | 1         |
| 9  | Игнатово         | деревня          | 70        |
| 10 | Икшурма          | село             | 253       |
| 11 | Кемский          | посёлок          | 0         |
| 12 | Кетский          | посёлок          | 942       |
| 13 | Кириково         | село             | 264       |
| 14 | Коврига          | деревня          | 146       |
| 15 | Комаровка        | село             | 241       |
| 16 | Куренная Ошма    | деревня          | 79        |
| 17 | Михайловка       | деревня          | 12        |
| 18 | Новомихайловка   | деревня          | 43        |
| 19 | Новониколаевское | деревня          | 55        |
| 20 | Новотроицкая     | деревня          | 56        |
| 21 | Новый Ислам      | деревня          | 49        |
| 22 | Новый Тимершик   | деревня          | 122       |
| 23 | Омский           | посёлок          | 254       |
| 24 | Петропавловка    | деревня          | 49        |
| 25 | Пировский        | посёлок          | 66        |
| 26 | Пировское        | село, адм. центр | ↗3046     |
| 27 | Раменское        | деревня          | 98        |
| 28 | Светлицк         | деревня          | 0         |
| 29 | Солоуха          | село             | 203       |
| 30 | Троица           | село             | 520       |
| 31 | Туруханка        | деревня          | 4         |
| 32 | Усковское        | деревня          | 116       |
| 33 | Филипповка       | деревня          | 14        |
| 34 | Холмовая         | деревня          | 1         |
| 35 | Чайда            | посёлок          | ↘139      |
| 36 | Шагирислам       | деревня          | 35        |
| 37 | Шумбаш           | деревня          | 16        |

Упразднены при образовании округа: деревни Никольск, Новый Сатыш.

## Местное самоуправление
Пировский окружной совет депутатов
Дата формирования: 13.09.2020. Срок полномочий: 5 лет. Состоит из 21 депутата.
Председатель окружного совета депутатов
- Костыгина Галина Ильинична.

Глава Пировского муниципального округа
- Евсеев Александр Ильич. Дата избрания — 19.11.2020. Срок полномочий: 5 лет.

территориальные подразделения администрации Пировского муниципального округа
- Бушуйское
- Икшурминское
- Кетское
- Кириковское
- Комаровское
- Пировское
- Солоухинское
- Троицкое
- Чайдинское

## Экономика
Со времён существования района основные направления экономической деятельности — сельское хозяйство и лесозаготовки.
Основой экономики округа являются лесозаготовительная промышленность и сельское хозяйство. Основную долю заготовки и переработки леса осуществляют лесозаготовительные предприятия, удельный вес которых в экономике округа (ранее района) составляет 79 %. Площадь лесного фонда составляет 508,3 тысячи гектаров. Основными лесозаготовительными предприятиями являются арендаторы. Кроме того, около 36 процентов общего объёма отпуска леса по главному пользованию приходится на малые предприятия, акционерные общества, фермеров и т. п. За последнее время наблюдается тенденция нарастания глубокой переработки древесины за счёт ввода в эксплуатацию более 10 лесоперерабатывающих цехов по переработке древесины. Основной вид выпускаемой лесопродукции: пиловочник хвойных пород, шпала, брус, обрезные и необрезные пиломатериалы, дровяной горбыль и др.
В последние годы более быстрыми темпами развиваются услуги. Появились такие новые, как техническое обслуживание автомобилей, производство столярных изделий, ремонт и отделка помещение, общестроительные работы, услуги такси.
Функционируют 3 предприятия, которые занимаются производством хлебобулочных изделий: ИП Низамутдинова Р. Г., ООО «Победа», ООО «Орбита».
Посевные площади составляют 9 тыс. гектар.
Крупные предприятия:
- ООО «Победа», ООО «Лесстройинвест» (с. Кириково),
- СПК «Волоковое» (д. Волоковое),
- ООО «Рассвет» (с. Солоуха),

## Транспорт
В с. Пировском расположен филиал Казачинского АТП. Осуществляются пассажирские автобусные перевозки внутри округа, а также в г. Красноярск, г. Лесосибирск, г. Енисейск.
На территории округа проходит железнодорожная магистраль Ачинск-Лесосибирск (станции «Пировская», «Большая Кеть», «Чайда», «Малая Кеть»), в окружном центре имеется аэродром (используется АвиалесоохранойЪ.
По территории нынешнего Пировского округа проходил Сибирский тракт (известный также как Екатерининский тракт).

## Культура
Учреждения культуры имеются почти в каждом населённом пункте. Работают Пировский Дом культуры и творчества, 23 сельских клуба и дома культуры, детская школа искусств, 15 сельских библиотек с общим книжным фондом 146 тысяч экземпляров, центр ремёсел «Домострой» (с. Икшурма). Проводится фестиваль национальных культур «Дуслык» («дружба» в переводе с татарского), на котором ежегодно встречаются представители разных национальностей.
Средства массовой информации: газета «Заря» и телестудия «Новый век».

## Спорт
В Пировском округе имеется детско-юношеская спортивная школа по различным видам спорта. Для занятий физической культурой и спортом открыты 11 спортивных площадок, девять спортзалов, лыжная база.
Имеется довольно сильная школа борьбы дзюдо и самбо, организованная тренером А. А. Сайфутдиновым, который воспитал несколько кандидатов в мастера спорта России и мастеров спорта России. Сильнейший из его воспитанников А. Г. Матайс — мастер спорта России международного класса по самбо, мастер спорта России по дзюдо, бронзовый призёр Чемпионата России по дзюдо 2008 года в г. Волгограде, участник Кубка Мира по дзюдо, неоднократный призёр Кубка Мира по самбо, многократный чемпион и призёр Чемпионатов и первенств СибФО, Красноярского края, Всероссийских и международных турниров, бывший член сборной России по дзюдо, член сборной России по самбо.
С 2010-х на территории района активно развивались спорт, а также спортивная и социальная инфраструктура.

## Образование
Общеобразовательные учреждения:
- Пировская средняя общеобразовательная школа — с. Пировское, ул. 1 Мая, 28;
- Большекетская средняя общеобразовательная школа — п. Кетский, ул. Центральная, 37;
- Кириковская средняя школа — с. Кириково, ул. Зелёная, 1д;
- Икшурминская средняя школа — с. Икшурма, ул. Школьная, 6;
- Троицкая средняя общеобразовательная школа — с. Троица, ул. Мира, 63;
- Бушуйская основная общеобразовательная школа — с. Бушуй, ул. Молодёжная, 10;
- Алтатская основная общеобразовательная школа — с. Алтат, ул. Школьная, 4;
- Солоухинская основная общеобразовательная школа — с. Солоуха ул. Центральная, 1а;
- Чайдинская основная общеобразовательная школа — п. Чайда, ул. Школьная, 6;
- Комаровская основная общеобразовательная школа — с. Комаровка, ул. Советская, 5.

Дошкольные образовательные учреждения
- Детский сад «Ромашка», с. Пировское;
- Детский сад «Березка», с. Троица;
- Детский сад «Солнышко», п. Чайда;

Учреждения дополнительного образования детей
- Центр внешкольной работы, с. Пировское, ул. Гагарина, 12.
- Школа искусств;
- Межшкольный методический центр
- Детско-юношеская спортивная школа
- спортивно-оздоровительный лагерь «Холмовое».

## Здравоохранение
- Пировская больница, включающая поликлинику
- Кетская врачебная амбулатория
- 15 фельдшерско-акушерских пунктов
- отделение скорой медицинской помощи